# Come As You Are – Roadtrip ins Leben

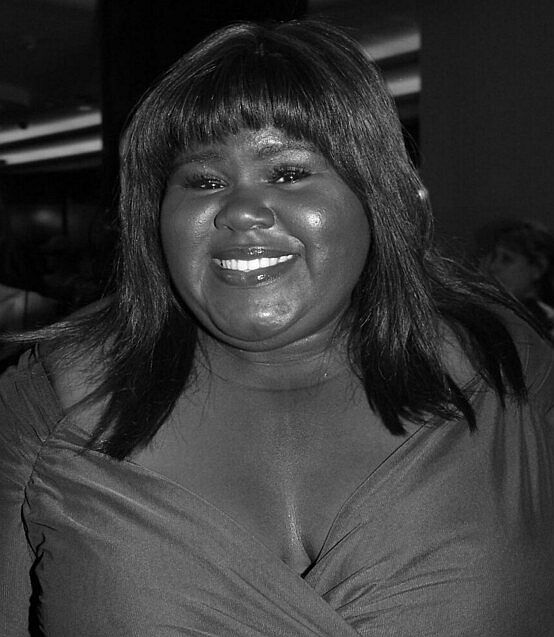
Gabourey Sidibe spielt Sam (Foto von 2019)

Come As You Are – Roadtrip ins Leben (Originaltitel: Come As You Are) ist ein US-amerikanisches Filmdrama von Richard Wong aus dem Jahr 2019. Der Film ist das Remake des belgischen Filmdramas Hasta la vista und wurde am 9. März 2019 auf dem Filmfestival South by Southwest uraufgeführt.

## Handlung
Scotty ist seit seiner Geburt tetraplegisch und wird von seiner Mutter Liz liebevoll gepflegt. Im Physiotherapiezentrum hat er nur Blicke für die attraktive Trainerin Becky. Er ist mit Mo befreundet, der eine Sehbehinderung hat, und lernt gerade den neuen Patienten Matt kennen, der wie er im Rollstuhl sitzt. Mit seinen 24 Jahren möchte Scotty endlich seine Unschuld verlieren. Als er den Tipp eines Bordells in Montreal für Menschen mit Behinderung erhält, fasst er den Plan, mit Mo und Matt einen Roadtrip dorthin zu machen. Alles muss möglichst vor ihren Familien geheim gehalten werden. Scotty mietet einen Van, in dem sie von der übergewichtigen Pflegerin Sam gefahren werden.
Die Reise geht durch mehrere Bundesstaaten. Kurz nachdem die Familien das Verschwinden bemerkt haben, machen sie sich auf die Suche nach ihnen und können durch eine E-Mail sogar ein Motel ausfindig machen. Doch die drei jungen Männer sind bereits mit dem Van geflüchtet, nachdem sie für Diabetikerin Sam aufgrund akuter Unterzuckerung einen Krankenwagen gerufen haben. Sehr weit kommen die Drei allerdings nicht, da sie mit dem von Mo gesteuerten Wagen in einen Graben fahren. Am nächsten Tag ist Sam zurück und fährt mit den anderen, nachdem sie den Grund der Reise gestanden haben, weiter in den Norden. Sie verbringen einen Abend in einem Chicagoer Club.
Am nächsten Morgen warten Liz und Matts Eltern bereits im Hotel und wollen ihre Kinder zurückholen. Diese stehen aber weiterhin zu ihrem Plan und werden schließlich von ihren Eltern in ihrem Vorhaben unterstützt. Sie machen einen Zwischenstopp in einer Villa am Meer, wo sie erfahren, dass Matt sterben wird. Zwischen Mo und Sam entwickelt sich eine gegenseitige Anziehung. Am Tag darauf fahren sie zu dem Bordell, wo Scotty und Matt schließlich ihren Plan umsetzen. Mo hingegen verlässt das Gebäude und gesteht Sam seine Gefühle.
Scotty und Matt sprechen über die Erlebnisse und Matt motiviert Scotty, seine Raptalente anderen zu zeigen. Matt stirbt kurz darauf und bei seiner Trauerfeier nutzt Scotty die Gelegenheit und gibt mit Mo und Sam eine musikalische Darbietung. Als Scotty das nächste Mal im Therapiezentrum ist, fragt er nicht Becky, sondern Sarah, ob sie mit ihm ausgeht. Ganz zur Freude von Mo, der Scotty sagte, dass Sarah ihn mag.

## Synchronisation
Die deutschsprachige Synchronisation übernahm die Soundwood Media UG, Potsdam. Das Dialogbuch schrieb Brigitte Tjimbawe, die Dialogregie übernahm Enrico Reuter.
| Rolle    | Darsteller            | Synchronsprecher     |
| -------- | --------------------- | -------------------- |
| Bobby    | Michael Waller        | Florian Rzepus       |
| Chantal  | Christine Vrem-Ydstie | Julie Bonas          |
| Claire   | Netta Walker          | Elisa Giessmann      |
| Clerk    | Michael Brunlieb      | Levin Jäger          |
| Deputy   | Jimmy Callahan        | Patrick Giese        |
| Jamie    | Martha Kuwahara       | Anna Drahos          |
| Jennifer | Kari Perdue           | Mira Fajfer          |
| Liz      | Janeane Garofalo      | Gundula Köster       |
| Maryanne | Jennifer Jelsema      | Susanne Rögner       |
| Matt     | Hayden Szeto          | Benjamin Kiesewetter |
| Mo       | Ravi Patel            | Björn Bonn           |
| Roger    | C.S. Lee              | Christian Intorp     |
| Sam      | Gabourey Sidibe       | Laura Landauer       |
| Sarah    | Delaney Feener        | Susann Mertz         |
| Scotty   | Grant Rosenmeyer      | Timo Weisschnur      |

## Produktion
Der Film zeichnet grob die Geschichte von Asta Anthonys Philpot auf. Dieser organisierte Trips zu Bordellen, in denen Menschen mit Behinderung geholfen wird, mit ihrer Schwierigkeit beim Aufbau romantischer und sexueller Beziehungen umzugehen. Dies wurde bereits in einer BBC-Dokumentation und in dem belgischen Film Hasta la vista thematisiert.

## Rezeption
Das Lexikon des internationalen Films bewertet den Film mit 3 von 5 Sternen und zieht als Fazit: „Das US-Remake der belgischen Komödie ‚Hasta la vista‘ folgt konventionellen Erzählmustern, punktet aber mit originell-pointiertem Wort- und Situationswitz, lebensprall gezeichneten Figuren und einem Sensus auch für einfühlsame und ernstere Töne.“
Kritiker Oliver Armknecht gibt dem Film in seiner Kritik auf film-rezensionen.de insgesamt 8 von 10 Punkten. Der Film entfalte eine gefühlvolle und herzerwärmende Geschichte, was vor allem aus der vielschichtigen Gruppendynamik der drei Männer und ihrer Fahrerin resultiere. Es werde gezeigt, dass Menschen mit Behinderung nicht gleich seien, sondern jeder seine eigene Persönlichkeit habe, ganz unabhängig von der körperlichen oder geistigen Verfassung. Fahrerin Sam zeige hierbei den richtigen Umgang mit Menschen mit Behinderung. Die Witze seien clever und würden die Thematik angemessen vermitteln. Bei dem Film stehe die Bewusstseinsschaffung im Vordergrund, was stellenweise gute gelinge und so der Thematik die manchmal verspürte Tabuhaftigkeit nehme. In dem Film gehe es nicht nur um Menschen mit Behinderung, die ihre Jungfräulichkeit verlieren möchten, sondern „um Akzeptanz, Bedürfnisse und Selbstfindung der eigenen Persönlichkeit.“ In der Gesamtbetrachtung sei Richard Wongs Werk „ein wahrer Feel-Good-Film, der das Herz am rechten Fleck hat und großartige Hauptaussagen trifft“.